# Kalendjin

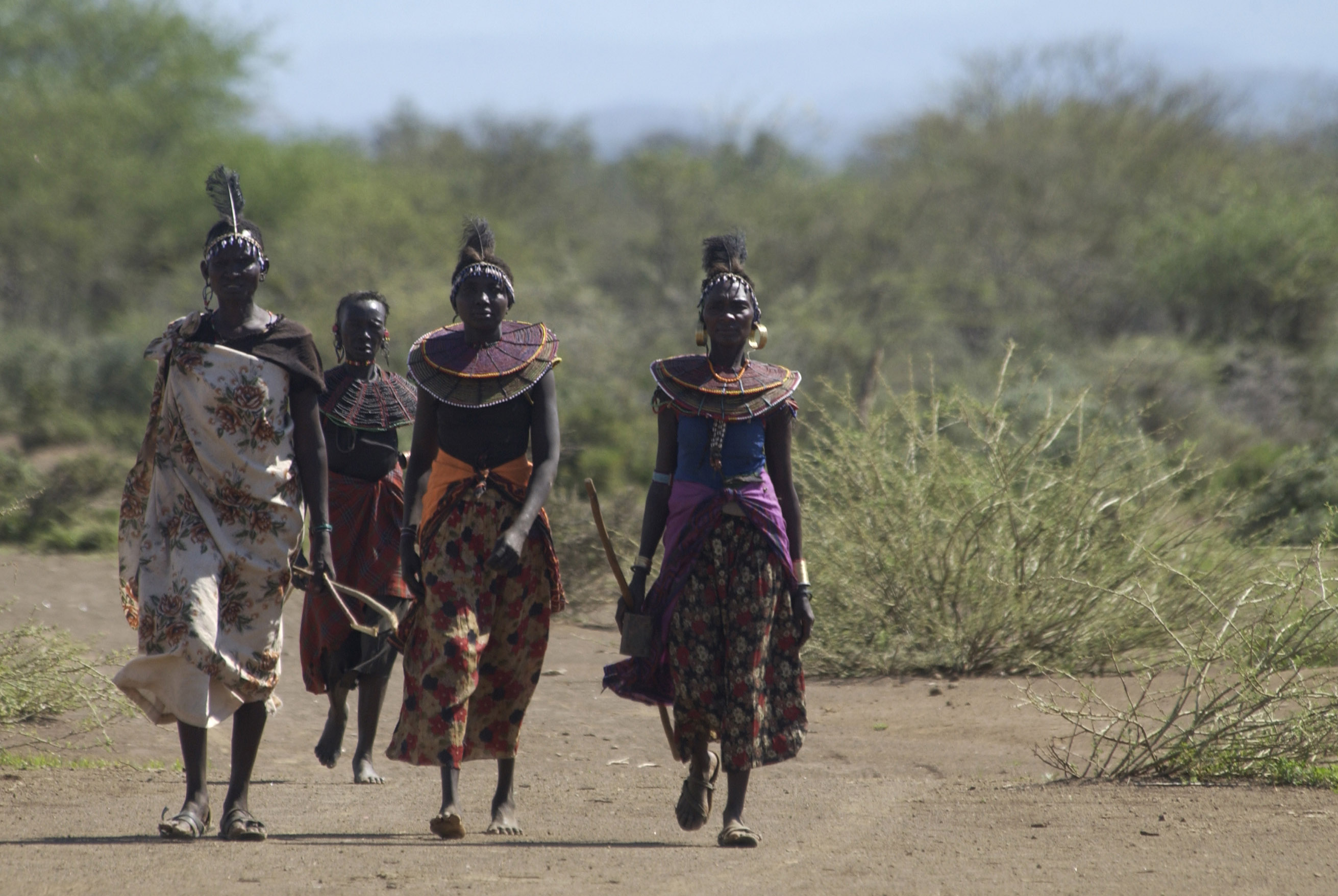
Pokot-Frauen

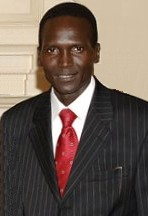
Paul Tergat

Die Kalendjin oder Kalendschin (so auch gesprochen; englisch Kalenjin) sind eine Gruppe verwandter Völker, die vor allem im Westen Kenias im und am Rift-Tal leben. Aktuell (Kenia Census 2019) gibt es 6,36 Mio. Kalendjin. Sie sprechen südnilotische Sprachen. Sie teilen sich in 11 kulturell und linguistisch verwandte Ethnien auf: Keiyo (auch bekannt als Elgeyo), Kipsigis, Lembus, Marakwet, Nandi, Okiek, Pokot, Sabaot, Sengwer, Terik, Tugen. In Uganda werden die dortigen Sabiny den Kalendjin zugeordnet.

## Demografie
Mindestens 95 Prozent der Kalendjin leben in Kenia. Die Kipsigis machten bei der Volkszählung von 1969 32 % aller kenianischen Kalendjin aus, gefolgt von den Nandi (27 %), Pokot (13 %), Tugen (8,6 %), Keiyo (8,5 %), Marakwet (6 %), Sabaot (42 %) und Okiek (weniger als 1 % nach den offiziellen Zahlen der Volkszählung). Bei der Volkszählung von 1979 gab es in Kenia 1.652.243 Kalendjin. Sie waren mit 10,8 % der Bevölkerung die fünftgrößte ethnische Gruppe. Die überwiegende Mehrheit der Kalendjin lebt auf dem Lande, und die Bevölkerungsdichte ist aufgrund der sehr unterschiedlichen ökologischen Bedingungen in den einzelnen Kalendjin-Ländern sehr unterschiedlich. Im Jahr 2019 gab es 6,36 Mio. Kalendjin.

## Geschichte
Die Kalendjin sind Niloten und vor mehr als 2000 Jahren aus dem Südsudan nach Zentralkenia eingewandert, wo sie sich mit den einheimischen Kuschiten vermischten.

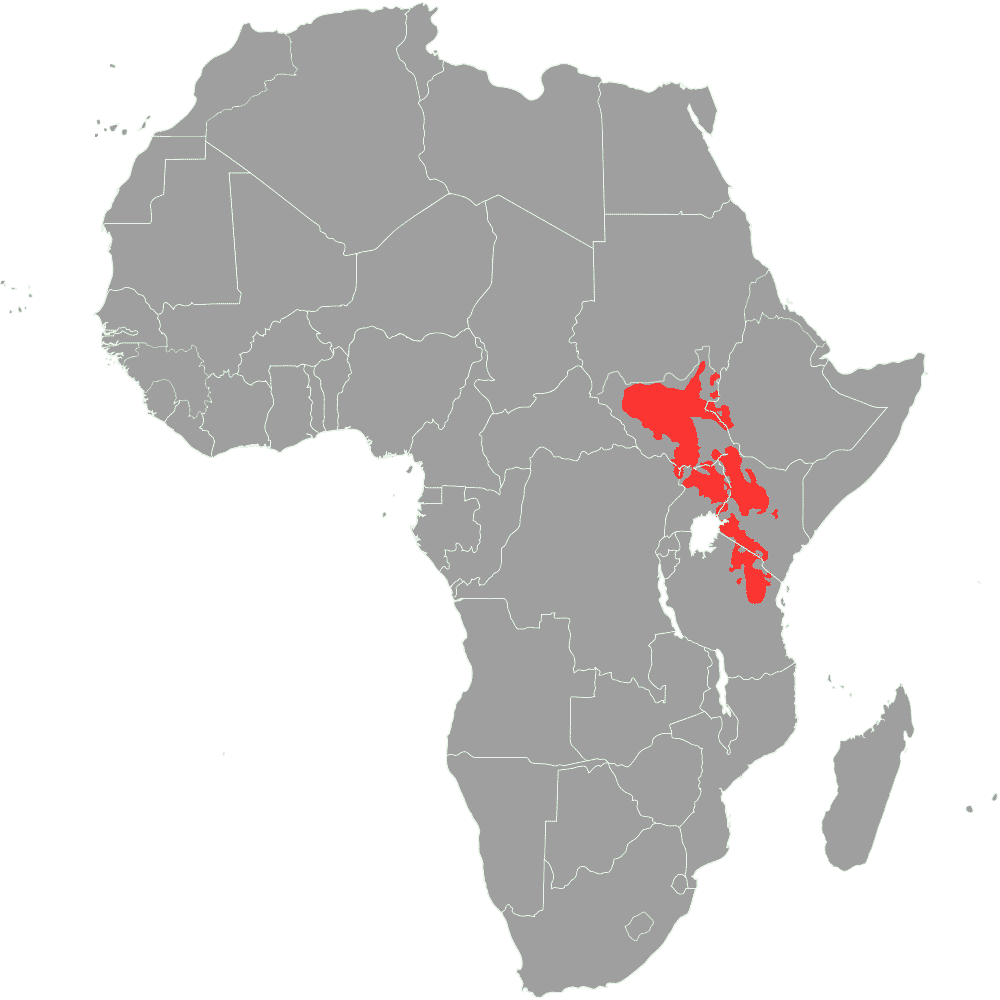
Gegenden, in denen Nilotische Sprachen gesprochen werden

Viehdiebstähle waren im sozialen Leben der Kalenjin, die als Hirtenvölker lebten, äußerst wichtig. Die Altersgruppe der Krieger, die jüngste initiierte Altersgruppe, war für die Verteidigung des Viehs zuständig und erwarb ihr eigenes Vermögen durch erbeutete Rinder.
Kalendjin haben erst im 20. Jahrhundert aufgrund sprachlicher Gemeinsamkeiten und politischen Drucks gegen die großen anderen Ethnien ein Gemeinschaftsgefühl herausgebildet und diesen Namen angenommen. Das nilotische Kalendjin („Ich sage dir!“) war eine Radiosendung, die sich speziell an diese kleinen versprengten Völker wandte. Wer also Kalendjin hörte, war ein Kalendjin.
Die meisten Langstreckenläufer aus Kenia sind Kalendjin. Die bekanntesten Kalendjin sind Ex-Präsident Daniel arap Moi und Paul Tergat, 5-facher Crosslauf-Weltmeister (beide Tugen).